# Hispania Líneas Aéreas
Hispania Líneas Aéreas è stata una compagnia aerea charter spagnola, con sede ad Palma di Maiorca mentre il suo hub principale è stato l'Aeroporto di Palma di Maiorca.

## Storia

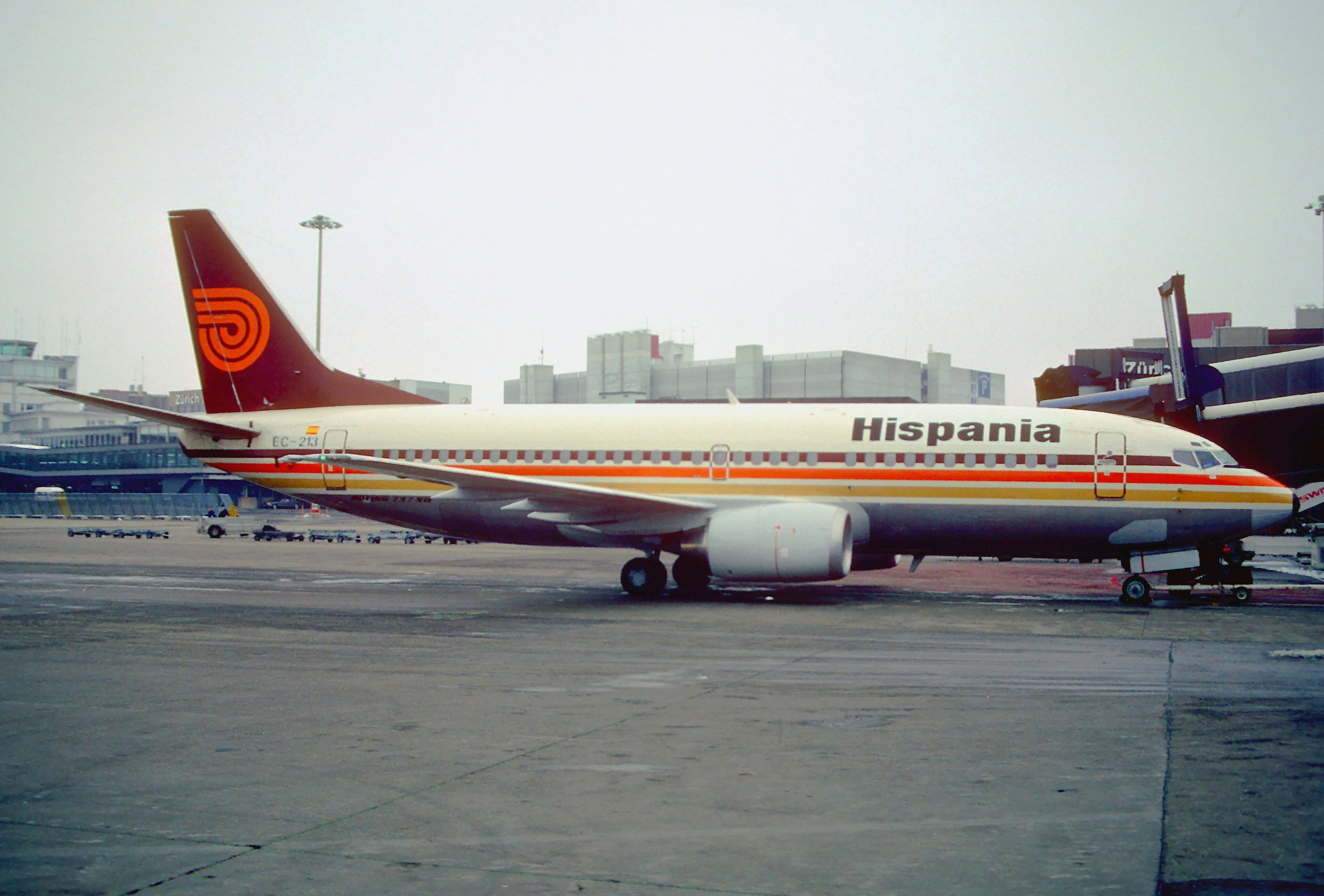
Un Boeing 737-300 di Hispania Líneas Aéreas nella livrea "Orion Airways".

Hispania è stata fondata nel 1982 come operatore di voli charter su richiesta e ha iniziato le operazioni utilizzando due Caravelle SE 210 verso le località spagnole dalla Gran Bretagna, Germania, Francia e altri paesi. Nel 1985 sono stati aggiunti alla flotta tre Boeing 737-200, che hanno sostituito tutti i Caravelle. Con l'aumentare degli affari, Hispania ha acquistato una nuova flotta composta da Boeing 737-300 e Boeing 757-200, tuttavia i pagamenti per il noleggio degli aeromobili erano troppo costosi per essere sostenuti dal vettore e nel 1988 fu quasi acquisita da Air Europa. Dopo il tentativo di acquisizione e altri piani di investimento in contanti falliti, Hispania cessò le operazioni nel luglio 1989.

## Flotta

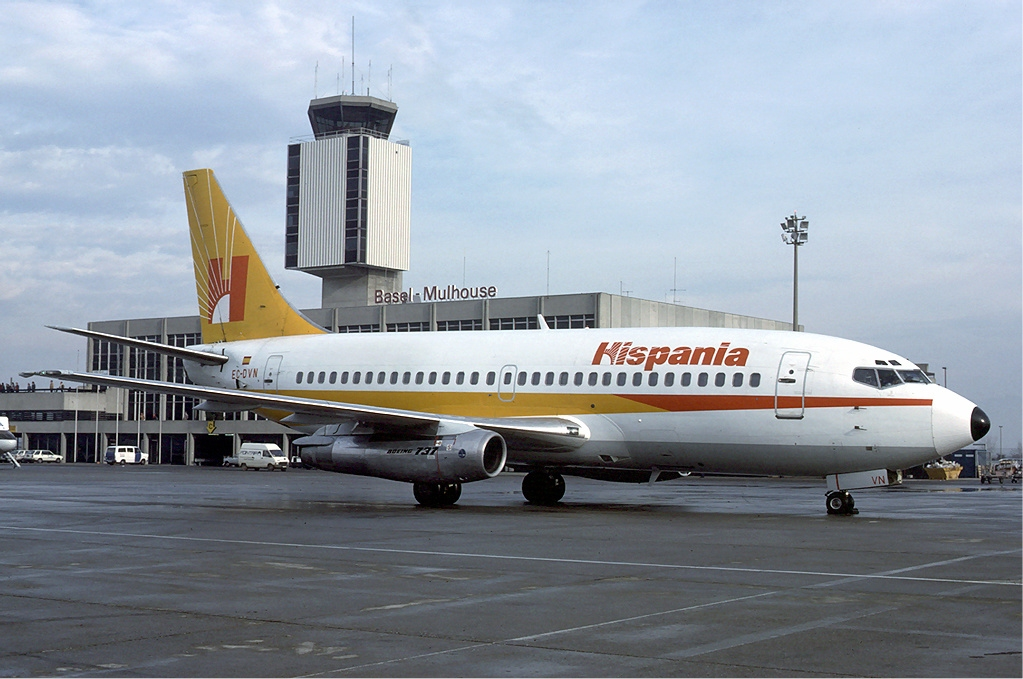
Un Boeing 737-200 di Hispania Líneas Aéreas.

Al 30 marzo 1989 la flotta Hispania Líneas Aéreas risultava composta dai seguenti aerei:

## Flotta storica

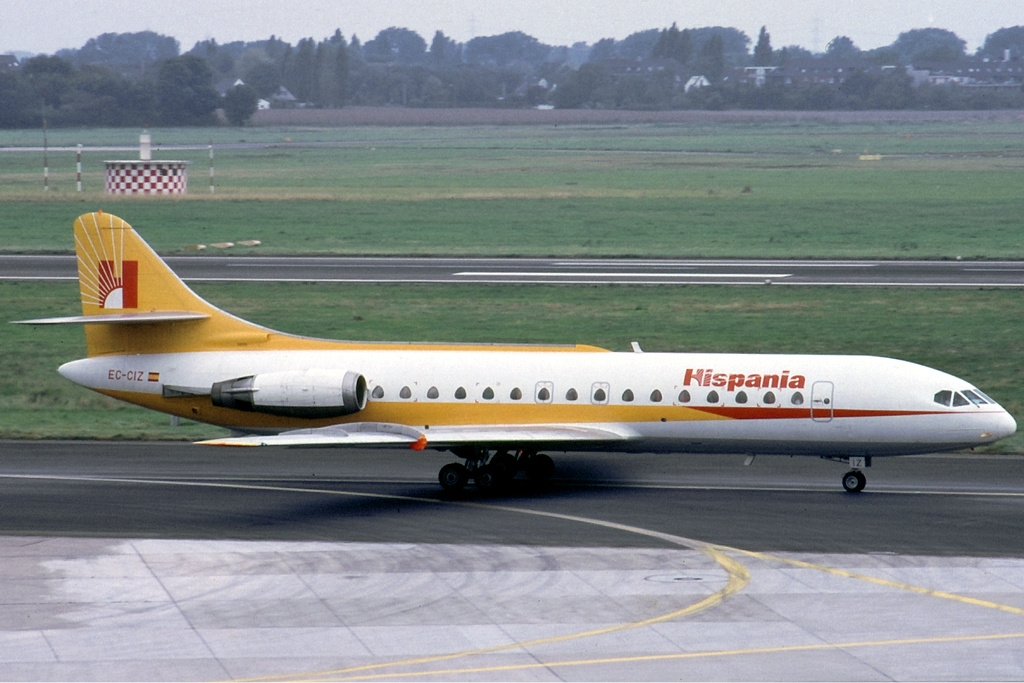
Un Sud Aviation Caravelle di Hispania Líneas Aéreas.

Nel corso degli anni Hispania Líneas Aéreas ha operato con i seguenti modelli di aeromobili:
- 3 - SE 210 Caravelle
- 3 - Boeing 737-200
- 8 - Boeing 737-300
- 2 - Boeing 757-23A (ER)
- 2 - Douglas DC-8-61